# 古賀俊憲
古賀 俊憲（こが としのり、1948年5月24日 - ）は、福岡県出身のアマチュアボクサー。サウスポースタイルのボクサータイプ。モントリオールオリンピック日本代表。3回戦敗退。
モントリオールオリンピック・ボクシングフライ級の全日本選手権決勝戦では後に世界選手権銅メダリストになった石井幸喜を破り日本代表になった。
大牟田高校時代には駅伝の選手として全国大会等にも出場。ボクシングは愛知学院大学に入ってから始めた。全日本選手権にも出場するが大学時代には上位ランクするも優勝の経験は無い。努力と実力が認められ、佐賀国体（1976年開催）の選手兼指導者として佐賀県庁職員となる。
福岡県アマチュアボクシング連盟理事長、また、福岡県アマチュアボクシング強化委員会委員であり、九州産業大学ボクシング部監督を務める。

## 経歴
- 大牟田高校卒
- 愛知学院大学卒